# Gorilla sapiens
Gorilla sapiens (Genus Homo) è un romanzo di fantascienza del 1941 degli scrittori statunitensi L. Sprague de Camp e P. Schuyler Miller.
Il romanzo fu pubblicato negli Stati Uniti nel marzo 1941 nella rivista Super Science Stories e successivamente ripubblicato nel 1950 in volume dalla Fantasy Press.
Fu tradotto in italiano da Patrizio Dalloro (Giorgio Monicelli) nel 1953 per la Mondadori.

## Trama
Il romanzo narra le avventure di un gruppo di persone che, a seguito di un incidente del pullman che li trasportava, rimangono intrappolati sotto una galleria. Un prodotto chimico, estratto da alcune ghiandole di animali e disperso all'interno del bus a seguito dell'incidente, li mantiene in letargo dentro il pullman per milioni di anni.
Al loro risveglio troveranno la Terra completamente cambiata, ricoperta da foreste enormi, ove tutti gli animali si sono in qualche modo evoluti, sia acquisendo una maggiore intelligenza sia, di norma, crescendo a dismisura.
Dopo i primi tragici incontri/scontri con gli animali, essi vengono fatti prigionieri dai gorilla che li sottopongono a dei test e comprendono che anche questi strani esseri sono intelligenti e sono i discendenti della razza che popolava e dominava in precedenza la Terra.
I gorilla spiegano che il mondo è attualmente popolato da quattro razze di scimmie intelligenti, una delle quali, i babbuini, sono sempre in lotta con le altre. I gorilla, razza fondamentalmente pacifica, hanno abbandonato l'Africa e si sono trasferiti in America proprio per questa ragione. Gli umani iniziano lentamente ad ambientarsi, ma dopo pochi giorni giunge la notizia che i babbuini hanno attraversato l'Oceano Atlantico e vogliono sottomettere i gorilla.
Gli umani, ormai integrati, decidono di combattere a fianco dei gorilla, i quali vincono soprattutto grazie all'addestramento dei maiali giganti da parte di uno degli umani, che riesce a formare una speciale squadra di cavalleria, ma anche all'intervento decisivo dei castori, che fanno crollare una diga sopra le truppe dei babbuini.
Il romanzo termina con il formarsi di alcune coppie, lasciando quindi intendere che la razza umana non si estinguerà, e con il tentativo del protagonista di dialogare con i solitari castori.

## Edizioni
- (EN) L. Sprague de Camp e P. Schuyler Miller, Genus Homo, in Super Science Stories, 1944.
- (EN) L. Sprague de Camp e P. Schuyler Miller, Genus Homo, Fantasy Press, 1950.
- L. Sprague de Camp e P. Schuyler Miller, Gorilla Sapiens, traduzione di Patrizio Dalloro, I romanzi di Urania n° 13, Arnoldo Mondadori Editore, 1953,  p. 136.
- L. Sprague de Camp e P. Schuyler Miller, Gorilla Sapiens, traduzione di Patrizio Dalloro, Urania 358, Arnoldo Mondadori Editore, 1964.
- L. Sprague de Camp e P. Schuyler Miller, Gorilla Sapiens, traduzione di Patrizio Dalloro, Classici Fantascienza n° 23, Arnoldo Mondadori Editore, 1979.